# Coleroa alchemillae
Coleroa alchemillae är en svampart som först beskrevs av Robert Kaye Greville, och fick sitt nu gällande namn av Georg Winter 1885. Coleroa alchemillae ingår i släktet Coleroa och familjen Venturiaceae.  Arten är reproducerande i Sverige. Inga underarter finns listade i Catalogue of Life.